# Richard Höper
Richard Höper (* 2. Mai 1911 in Hannover; † 5. April 1986) war ein deutscher Turner. Er turnte für den Kieler Männerturnverein von 1844.

## Leben
Höper war dritter Wehrmachtsmeister im Kunstturnen. 1936 belegte er bei den Norddeutschen Meisterschaften im Kunstturnen in Flensburg den zweiten Platz im Mehrkampf hinter Walter Behrens. Er wurde Norddeutscher Meister am Barren, in der Freiübung und am Langpferd.
Am 6. Dezember 1936 gehörte Höper zum Aufgebot der Nordmark im erstmals ausgetragenen Gaukampf gegen den Niederrhein. Bei der Freiübung war er neben Walter Steffens bester Turner. Insgesamt wurde er Neunter in der Einzelwertung, wobei der Hamburger Anzeiger betonte, dass man noch viel von ihm erwarten dürfe. Die Mannschaft der Nordmark verlor knapp gegen den Niederrhein.
Am 12. März 1939 siegte Höper in München-Gladbach mit der Nordmarkmannschaft gegen die starke Niederrheinauswahl, die unter anderen mit den Nationalturnern Heinz Sandrock und Georg Sich angetreten war. Die Nordmark war neben Höper mit dem Kieler Lange und den Hamburger Kribic, Smuda, Lahrs, Ulber und Jürgensen angetreten.
Höper trainierte zeitweise die norwegische Nationalmannschaft. 1950 wurde er von der Stadt Burgdorf als Sportreferent angestellt. Er leitete das Sportamt und betreute die Jugendgruppen der Stadt. Anschließend war er als Sportlehrer in Burgdorf tätig.
Nach ihm wurde in Burgdorf die Richard-Höper-Halle benannt.